# Paeonia coriacea
Paeonia coriacea es una especie de planta perenne de peonía, familia Paeoniaceae.

## Descripción
Es una planta perenne, glabra, glauca. Tiene tallos de hasta 45 cm de altura. Hojas inferiores biternadas, con divisiones de 6-12 x 3,5-7 cm, anchamente ovadas u oblongo-elípticas, de base obtusa o truncada, rara vez atenuadas, glabras; las superiores ternadas o simples. Flores de 15 cm de diámetro. Sépalos de hasta 4 x 2 cm, desiguales, de anchamente oblongos a suborbiculares, obtusos, coriáceos, persistentes, acompañados de una pieza bracteiforme foliácea. Estambres con anteras 2-4 veces más cortas que el filamento. Fruto con 2-4 folículos; folículos de 3,5-4,5 cm, glabros, con estilo bien marcado. 2n = 10. Florece y fructifica de mayo a junio.

## Distribución y hábitat
Se encuentra en bosques y matorrales en laderas, pedregales y rellanos; suelos calcáreos; a una altitud de (700)1200-2000 metros en las montañas béticas, en la Península ibérica; en el Rif y el Atlas Medio y Alto, en Marruecos, y de la Cabilia argelina.

## Taxonomía
Paeonia coriacea fue descrita por Pierre Edmond Boissier y publicado en Elenchus Plantarum Novarum 7. 1838.
Citología
Número de cromosomas de Paeonia coriacea (Fam. Paeoniaceae) y táxones infraespecíficos:
2n=20
Etimología
Paeonia: nombre genérico en honor de Peón, el médico de los dioses que aparece mencionado en la Ilíada y en la Odisea de Homero. Curó a Ares cuando fue herido por Diomedes durante la guerra de Troya; también se menciona una curación anterior que le hizo a Hades de una flecha lanzada por Heracles en Pilos.
coriacea: epíteto latino que significa "coriácea, de cuero".
Sinonimia
- Paeonia corallina subsp. coriacea (Boiss.) Maire
- Paeonia corallina var. coriacea (Boiss.) Coss.
- Paeonia corallina var. maroccana Pau & Font Quer ex Maire
- Paeonia coriacea var. maroccana (Pau & Font Quer ex Maire) Romo
- Paeonia mascula subsp. coriacea (Boiss.) Malag.
- Paeonia mascula var. maroccana Pau & Font Quer
- Paeonia russoi var. coriacea (Boiss.) Coss. ex Batt[6]

## Nombres comunes
- Castellano: escarabán, hierba maldita, peonia, peonía, peonía de la sierra, rosa de la maldita, rosa de monte, rosa maldita, yerba maldita.[7]